# Нижний Брусяк
Нижний Брусяк — посёлок в Лысьвенском городском округе Пермского края России.

## Географическое положение
Посёлок расположен в южной части Лысьвенского городского округа на расстоянии примерно 19 километров на юг-юго-восток от города Лысьва.

## История
С 2004 до 2011 гг. посёлок входил в Кормовищенское сельское поселение Лысьвенского муниципального района. В настоящее время имеет дачный характер.

## Население
Постоянное население было не учтено в 2002 году, в 2010 году и в 2018.

## Климат
Климат умеренно континентальный. Среднегодовая температура воздуха равна: +1,7 °C; продолжительность безморозного периода: 165 дней; средняя мощность снегового покрова: 50 см; средняя глубина промерзания почвы: 123 см. Устойчивый снежный покров сохраняется с первой декады ноября по последнюю декаду апреля. Средняя продолжительность снежного покрова 160—170 дней. Средняя из наибольших декадных высот снежного покрова за зиму — 50 см. Средняя максимальная температура самого жаркого месяца: +24,4 °C. Средняя температура самого холодного месяца: −17,4 °C.